# Kinniku Banzuke
Kinniku Banzuke (筋肉番付, tạm dịch: Xếp hạng Thể lực, Việt hóa: Thử thách bất khả) là một chương trình thể thao giải trí tống hợp của Nhật Bản. Chương trình được chiếu hàng tuần trên kênh Tokyo Broadcasting System (TBS). Rất nhiều spin-off đã được sinh ra từ chương trình này, nổi bật nhất phải kể đến Pro Sportsman No.1 và nổi tiếng nhất là Sasuke.
Ban đầu được phát sóng vào tối thứ Sáu hàng tuần, chương trình truyền hình đặc biệt này rất nổi tiếng và rồi chuyển sang phát sóng khung giờ vàng vào ngày 14 tháng 10 năm 1995. Nó được phát sóng vào mỗi giờ và trở nên thịnh hành với tên gọi スポーツマンNo.1決定戦 (Vận động viên Số 1). Thông qua nhiều chuyển thể từ các trò chơi thể thao thông thường, những vận động viên chuyên nghiệp và cả những người tham gia nói chung đều thách thức giới hạn về thể chất lẫn tinh thần, giành được tiền thưởng nếu như hoàn thành thử thách.